# Leuc
Leuc é uma comuna francesa na região administrativa de Occitânia, no departamento de Aude. Estende-se por uma área de 11,28 km². Em 2010 a comuna tinha 872 habitantes (densidade: 77,3 hab./km²).